# Cittanova
Cittanova là một đô thị ở tỉnh Reggio Calabria trong vùng Calabria, Ý, có cự ly khoảng 80 km về phía tây nam của Catanzaro và khoảng 45 km về phía đông bắc của Reggio Calabria.
Cittanova giáp các đô thị: Antonimina, Canolo, Ciminà, Gerace, Melicucco, Molochio, Polistena, Rizziconi, Rosarno, San Giorgio Morgeto, Taurianova.

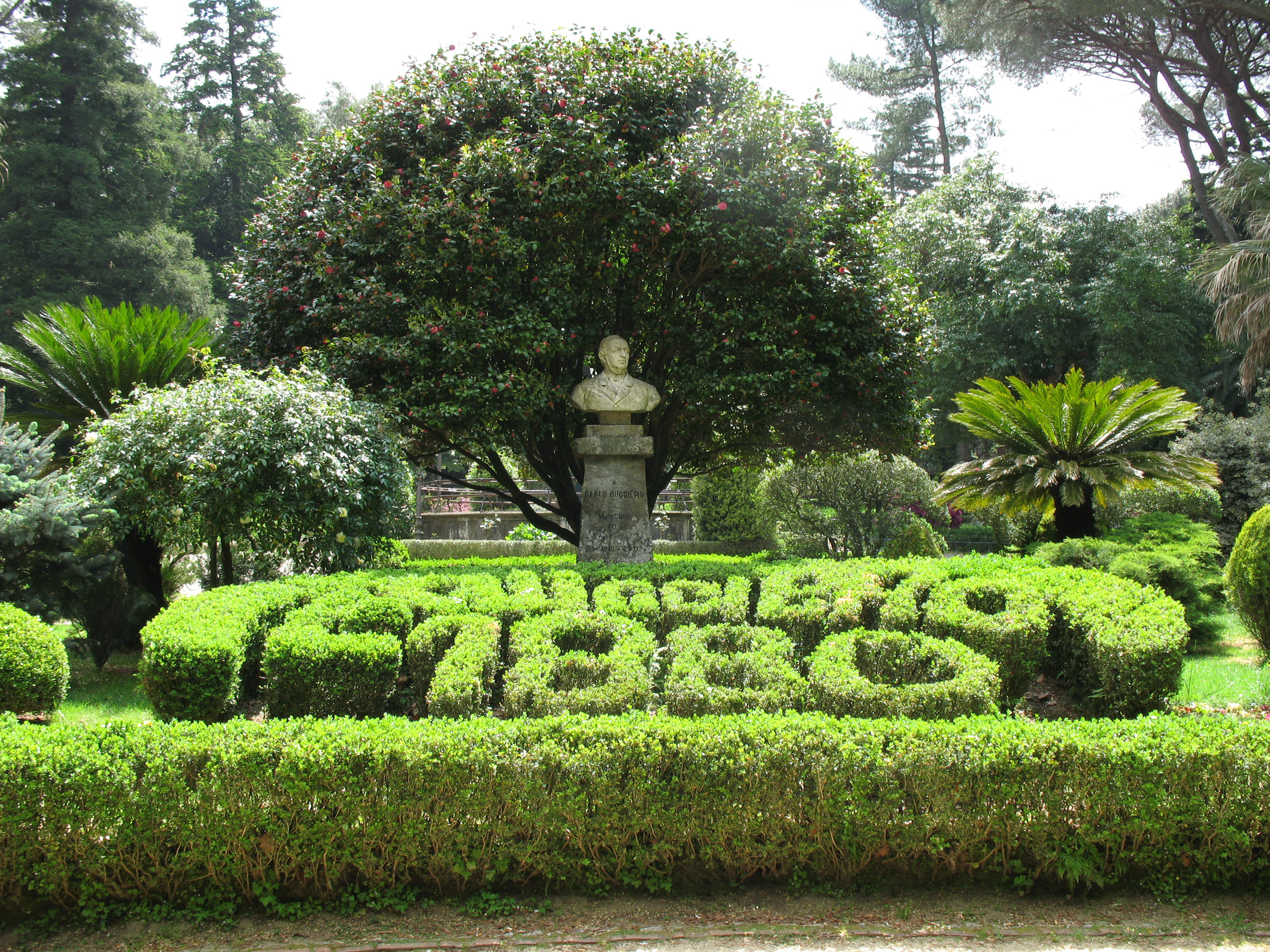
Villa "Carlo Ruggiero" (lối vào), Cittanova

## Lịch sử
Cittanova ("Thành phố mới") được lập năm 1618, sau vụ địa chấn năm 1616, ban đầu với tên Nuovo Casale di Curtuladi ("Làng mới Curtuladi"), sau đó là Casalnuovo được nâng thành thành phố với tên Cittanova. Thành phố này đã bị phá hủy hoàn toàn trong trận đại địa chấn năm 1783, một trận động đất phá hủy Messina.

## Transportation
Cittanova has a railways station served by the Ferrovie della Calabria. It is crossed by the Locri-Gioia Tauro Provincial Road.

## Thành phố kết nghĩa
- Ivangorod, Nga
- Caltanissetta, Italia